# 海天盛筵事件
海天盛筵事件，是指2013年4月在中国海南三亚市举办的名为“海天盛筵”的奢華生活方式展会期间，被揭發出的色情及不雅事件，以及由此引发的大量社会性争议。此次事件还衍生了诸如外围女、绿茶婊等贬义的中国大陆网络流行语。

## 活动背景
海天盛筵，是指从2010年开始在海南省三亚市举办的多方位奢華生活方式展，主要包括游艇展会、商务飞机展会、房产展会等等多种类型高端生活方式展出。同时，为配合展会，主办方还会举办大量的文艺汇演、宴请、娱乐等等。海天盛筵的举办主要初衷是为当地增加招商引资的机会，同时扩大开放程度。2013年3月30日至4月2日，第四届海天盛筵活动举办，共吸引了近万名全球高端圈层客户参加，近200人是乘坐私人飞机前往，四天活动期间，展区客流量超过20000人，总订单额达数十亿元人民币。其中，一艘由荷兰皇家造船厂设计制造的长度为45米价值3.25亿元的豪华游艇备受外界瞩目，也是海天盛筵展示高端生活方式的标志之一。

## 争议事件

海天盛筵官方标志

### 媒体曝光
2013年4月3日下午，一个名叫曹思阳的新浪微博用户发布多张照片，并在对话内容中透露三亚海天盛筵涉嫌淫乱。图片显示，现场满地卫生纸，安全套散落。之后有网友爆料牵涉其中的有徐峥、孙兴、杨子等明星，许多富豪名流、嫩模及其他娱乐明星也被牵涉其中，因而引起轩然大波。
随后，有网友点名指嫩模孙静雅，称其参加海天盛筵三天陪睡挣得六十万元人民币，并曝光其微信聊天内容，甚至网上流传出孙静雅的裸聊视频。
之后，网络上还曝光出了疑似孙静雅的不雅照，甚至有网友提供孙静雅的身份证并爆料称其为伪娘，但该指控被指出有明显的漏洞及不实成分。
在海天盛筵事件被曝光之后，有知情人称，此次参与淫乱派对的嫩模陪睡有明码标价，且有许多明星涉入。

### 相关方回应
事件发生后，海天盛筵主办方委托律师发表声明，要求媒体停止不准确以及断章取义报道的行为，并表示会保留追究刑事、行政和民事责任的权利。声明指出：部分媒体的为迎合大众心理而进行未经查实报道的行为严重违反现行中华人民共和国法律的规定，主办方要求相关媒体立刻停止类似行为以减少对海天盛筵活动的伤害。
有自称内部工作人员表示，海天盛筵网曝的“淫乱派对”其实并非官方的活动内容，而是由一个叫“候鸟俱乐部”的派对组织举办，并非所有参加盛筵的人都会去那个较为私密的派對。
面对海天盛筵事件后的质疑，孙静雅否认自己参加了海天盛筵，称只是去三亚旅游，并表示被发表出的暴露照片是与前男友的自拍，并认为，自己有为自己拍照的权利，表示自己只是被人利用了，声明炒作此事纯属拿其赚取点击率，并否认有所谓3天赚取60万元的说法。此外，孙静雅还表示所谓微信截图是他人冒用其头像制作的假截图，海天盛筵活动真正的幕后策划者是“大家都不敢惹”的人物。
在事件发生后不少知名人士纷纷表态澄清自己与海天盛筵的关系，如之前因中国商业系统红十字会争议被公众关注的郭美美；也有明星表示自己虽然参加了海天盛筵，但并未涉及任何不雅事件，如莫文蔚和潘霜霜。
2013年4月4日，三亚市人民政府发布新闻公告称，将对海天盛筵活动期间是否存在淫乱派对及其他违规情况进行调查。
2015年10月央視警政節目播出了孫靜雅賣淫團夥的偵破實錄，將此次事件稱為「三亞事件」。原來在此事發生後公安就已經下手布線，以八個多月時間逐漸以釣魚或其他手段掌握整個組織人員。孫靜雅(藝名)本身是活動於夜總會的賣淫女同時又是經紀人，其男友是25歲的電影學院畢業生負責進行網路行銷和包裝、聯絡，由於有明星式的包裝網路行銷讓其組織的妓女價碼能開價較高，約8千至1.5萬人民幣一次。該組織還會出錢給旗下妓女整容，女性來源多半是所謂「外圍女」也就是夢想進入演藝圈一躍成鳳凰但是失敗後接受陪睡等潛規則但又被坑騙，之後生活窮困潦倒的一個群體，等於始終徘徊在演藝圈外圍不得而入者的代稱。
孫靜雅在獄中接受專訪時表示她自己和其他妓女網傳的諸多身份、知名度、百度百科條目皆是偽造胡編，都是經紀人策畫網路行銷的一部份，打造成有點知名度的小藝人可以抬高價碼，其實從未參與任何演藝活動，有幾人頂多在小展會當過花瓶小模。至於海天盛筵事件她明確表明根本整件事情是加油添醋的炒作，當時她前往三亞旅遊同時尋找接客對象，當天參加了一個不熟朋友的普通派對上傳了一些照片，不知怎樣就被編成了整套故事。但警方破案過程中確實發現一位擁有私人遊艇的生意人，性好女色每年約花兩百萬人民幣以上在召妓，要求較高級妓女，並供應來回機票和豪華飯店食宿，這也是導致許多「外圍女」長期在三亞出沒的原因，再加上幾位經紀人的網路炒作，變成了一個個精彩懸疑的故事在網上流傳，其實根本沒有那麼戲劇性。
最後2015年6月份公安佈局完成並時機成熟，在南京、天津、杭州、山東枣庄、上海同時收網，60多人被抓，偵訊後孫靜雅等11人構成犯罪被拘押，全案告破。

## 影响及评论
- 2013年，中國青年網等多家媒体认为，海天盛筵所引发的不仅是生活方式与价值取向的思考，更体现出了中国巨大的贫富差距以及社会阶层的严格分明。新华社指出，雖然习近平自2012年上台以來高舉中国梦的口號，但現實中，海天盛筵演绎著花天酒地、穷奢极欲的“极乐梦”。三亚官方雖然宣稱介入调查，但沒有披露任何让人信服的真相。海天盛筵事件让人们看见了中国阶层的分明、贫富差距的悬殊以及财富分配的严重不公。中國青年網等媒体建议，应借助这次事件，唤醒中國人的良知，改变中國腐朽的价值观念，让中國青少年重塑正确的价值。[2][21][22]

- 2013年，《中國日報》等媒体指出，在尚无明确结论之时，海天盛筵活动的组织方即以强硬的律师声明回应媒体并不妥当，且与以往媒体对此类事件追根究底的相比，此次相关媒体介入得并不够深入；该文章还认为，地方政府对此类活动不宜介入过度，以免活动出现问题后对政府信誉造成损害[23]。